# Peter Öttl
Peter Öttl (Berchtesgaden, 24 de marzo de 1965) es un expiloto de motociclismo alemán. Tuvo su mejor temporada en 1989 cuando consiguió tres victorias y acabó tercer en la clasificación general, por detrás de Manuel Herreros y Stefan Dörflinger.

## Biografía
Después de iniciar su carrera en el motocross, debutó en el Mundial en la categoría de los 80cc con la Krauser. Desde 
1989 hasta 1997 corrió en la categoría de 125cc, primero con la escudería Bakker-Rotax y després Aprilia, obteniendo el quinto puesto en 1994 como mejor resultado.
En el Gran Premio de Checoslovaquia de 1991 sufrió una grave caída que le obligó a acabar de forma anticipada la temporada.

## Resultados en el Campeonato del Mundo
Sistema de puntuación desde 1988 hasta 1991:
| Posición | 1.º | 2.º | 3.º | 4.º | 5.º | 6.º | 7.º | 8.º | 9.º | 10.º | 11.º | 12.º | 13.º | 14.º | 15.º |
| Puntos   | 20  | 17  | 15  | 13  | 11  | 10  | 9   | 8   | 7   | 6    | 5    | 4    | 3    | 2    | 1    |

Sistema de puntuación en 1992:
| Posición | 1.º | 2.º | 3.º | 4.º | 5.º | 6.º | 7.º | 8.º | 9.º | 10.º |
| Puntos   | 20  | 15  | 12  | 10  | 8   | 6   | 4   | 3   | 2   | 1    |

Sistema de puntuación de 1993 hasta 2022:
| Posición | 1.º | 2.º | 3.º | 4.º | 5.º | 6.º | 7.º | 8.º | 9.º | 10.º | 11.º | 12.º | 13.º | 14.º | 15.º |
| Puntos   | 25  | 20  | 16  | 13  | 11  | 10  | 9   | 8   | 7   | 6    | 5    | 4    | 3    | 2    | 1    |

### Carreras por año
| Año  | Clase | Moto         | 1       | 2       | 3       | 4       | 5       | 6       | 7       | 8       | 9       | 10      | 11      | 12      | 13      | 14      | 15    | Pts. | Pos. |
| ---- | ----- | ------------ | ------- | ------- | ------- | ------- | ------- | ------- | ------- | ------- | ------- | ------- | ------- | ------- | ------- | ------- | ----- | ---- | ---- |
| 1986 | 80cc  | Eberhardt    |         | ESP -   | NAC -   | ALE -   | AUT -   | YUG -   | NED -   |         |         | GBR -   |         | RSM -   | BDN 22  |         |       | 0    | -    |
| 1987 | 80cc  | Krauser      |         | SPA -   | GER Ret | NAT -   | AUT 18  | YUG -   | NED 9   |         | GBR -   |         | CZE Ret | RSM 10  | POR -   |         |       | 3    | 20.º |
| 1988 | 80cc  | Krauser      |         |         | ESP 5   | EXP 5   | NAT 7   | GER Ret |         | NED 2   |         | YUG 2   |         |         |         | CZE -   |       | 65   | 5.º  |
| 1989 | 80cc  | Krauser      |         |         |         | SPA 3   | NAT Ret | GER 1   |         | YUG 1   | NED 1   |         |         |         |         | CZE Ret |       | 75   | 3.º  |
| 1989 | 125cc | Krauser      | JPN -   | AUS -   |         | SPA -   | NAT -   | GER -   | AUT -   |         | NED Ret | BEL 19  | FRA DNQ | GBR DNQ | SWE Ret | CZE -   |       | 0    | -    |
| 1990 | 125cc | Bakker-Rotax | JPN -   |         | SPA -   | NAT -   | GER -   | AUT Ret | YUG DNQ | NED Ret | BEL Ret | FRA DNQ | GBR DNQ | SWE DNQ | CZE Ret | HUN -   | AUS - | 0    | -    |
| 1991 | 125cc | Bakker-Rotax | JPN -   | AUS -   |         | SPA 17  | ITA Ret | GER Ret | AUT 10  | EUR 3   | NED 5   | FRA Ret | GBR 3   | RSM 1   | CZE Ret |         | MAL - | 67   | 9.º  |
| 1992 | 125cc | Bakker-Rotax | JPN Ret | AUS -   | MAL -   | SPA 15  | ITA 4   | EUR Ret | GER Ret | NED 11  | HUN Ret | FRA Ret | GBR Ret | BRA Ret | RSA Ret |         |       | 10   | 14.º |
| 1993 | 125cc | Aprilia      | AUS -   | MAL -   | JPN Ret | SPA 10  | AUT Ret | GER 8   | NED 6   | EUR Ret | RSM 8   | GBR 9   | CZE 7   | ITA 3   | USA Ret | FIM Ret |       | 64   | 10.º |
| 1994 | 125cc | Aprilia      | AUS 2   | MAL Ret | JPN 4   | SPA 2   | AUT 4   | GER 4   | NED Ret | ITA 4   | FRA 4   | GBR 3   | CZE Ret | USA 3   | ARG 13  | EUR 2   |       | 160  | 5.º  |
| 1995 | 125cc | Aprilia      | AUS Ret | MAL 17  | JPN 11  | ESP 4   | GER DNQ | ITA 4   | NED 2   | FRA 3   | GBR Ret | CZE Ret | BRA 18  | ARG 7   | EUR Ret |         |       | 76   | 10.º |
| 1996 | 125cc | Aprilia      | MAL 3   | IDN 3   | JAP Ret | ESP 11  | ITA 1   | FRA Ret | NED DNQ | ALE 6   | GBR 11  | AUT 5   | CZE 7   | IMO Ret | CAT Ret | RIO -   | AUS - | 97   | 11.º |
| 1997 | 125cc | Aprilia      | MAL Ret | JAP Ret | ESP 6   | ITA Ret | AUT -   | FRA -   | NED Ret | IMO 15  | ALE -   | RIO -   | GBR -   | CZE -   | CAT -   | IDN -   | AUS - | 11   | 23.º |

| Color     | Resultado                                                               |
| --------- | ----------------------------------------------------------------------- |
| Oro       | Ganador                                                                 |
| Plata     | 2.ª plaza                                                               |
| Bronce    | 3.ª plaza                                                               |
| Verde     | Finalizó en los puntos                                                  |
| Azul      | Finalizó sin puntos                                                     |
| Azul      | NC - No clasificado                                                     |
| Violeta   | Ret - No terminó (Carrera)                                              |
| Rojo      | DNQ - No se clasificó                                                   |
| Negro     | DSQ - Descalificado                                                     |
| Blanco    | DNS - No empezó (carrera)                                               |
| Blanco    | WD - Retirado (fin de semana)                                           |
| Blanco    | C - Carrera cancelada                                                   |
| Sin color | DNP - Inscrito pero no participó                                        |
| Sin color | INJ - Lesionado                                                         |
| Sin color | EX - Excluido                                                           |
| Estado    | Resultado                                                               |
| Negrita   | Pole position                                                           |
| Cursiva   | Vuelta rápida                                                           |
| †         | Abandona, pero clasifica al completar el porcentaje requerido para ello |